# Poesía árabe en los reinos de taifas

Los reinos de taifas en 1080.

La poesía hispanoárabe en la época de taifas se desarrolló en el siglo XI en los distintos reinos independientes que se formaron a la caída del califato de Córdoba. Fue la época de máximo esplendor cultural y literario de al-Ándalus y en el terreno poético se produjeron innovaciones autóctonas que llevarían a la creación del zéjel y la moaxaja, géneros típicamente hispanos de la poesía árabe, que influyeron notablemente en la lírica de tradición oral en lenguas románicas. Cada una de estas cortes de pequeños reinos taifales intentó emular los cenáculos aúlicos de la Córdoba califal e incluso de la Bagdad abasí.

## Géneros
Desde el periodo del califato cordobés, la corte andalusí se rodeaba de funcionarios poetas que debían adular a sus mandatarios mediante la composición de madih o panegíricos y conmemorar los principales hechos cortesanos escribiendo rasail o misivas de la cancillería, escritas en prosa rimada intercalada de poemas. De ahí la proliferación y consideración que la poesía árabe tuvo en el entorno aúlico de los régulos de las taifas.
La poesía que se cultivó en el siglo XI fue continuadora de la poesía del califato de Córdoba, tanto en la de corte clásico (o neoclásico) como en la corriente modernista, ya introducida en el siglo IX en la península por los «modernos», entre los que se encontraba el célebre músico y poeta Ziryab.
En cuanto a la línea neoclásica, se trata de una poesía continuadora de las formas clásicas de la poesía árabe aunque adopta ciertas innovaciones introducidas por el modernismo. Los subgéneros dominantes son la rita o elegía, compuesta por dos secciones —reflexiones generales sobre la existencia humana y palabras de consuelo para la parentela del desaparecido—, y la casida, formada por tres partes: 
1. nasib o preludio amoroso en que se evoca al ser amado ausente.
2. rahil o viaje a través del desierto.
3. madih o elogio (en ocasiones autoelogio) que puede convertirse a veces en hicha o sátira, donde o bien se ensalza o bien se escarnece al destinatario de la composición poética.

La corriente modernista, en cambio, amplía los temas y géneros y se basa en la poesía oriental anterior, aclimatándola al territorio andalusí. Destaca la introducción de las awsaf, descripciones de hechos y objetos, que incluyen la nawriyya (descripción de flores), la taradiyya (de tipo cinegético) la hamriyya (o báquica, ligada al encomio del vino y muy abundante en la poesía andalusí pese a los preceptos del Corán) o la zuhdiyya (poesía de carácter ascético).
Por otro lado, el prólogo amoroso de la casida o nasib se independiza para crear un género propio: el gazal (gacela), que admite dos temáticas: la gacela de amor udri o casto y la de amor ibahi o libertino.
Las aportaciones innovadoras propiamente hispánicas a la poesía islámica —si bien elaboradas a partir de formas orientales— consisten en la introducción y difusión de una lírica estrófica, frente a las largas series de versos monorrimos de las casidas clásicas, y en la aparición del acento de intensidad en combinación con la tradicional métrica de cantidad de la sílaba en la poesía árabe. De ese modo aparecen dos nuevos géneros, la moaxaja (muwashaha) y el zéjel (zayal).
- La moaxaja es un poema dividido en estrofas de un limitado número de versos cortos con rimas variadas, una fija (qufl) que presenta la primera estrofa (matla) y se repite en los versos de vuelta o estribillos (simt), y otras diversas para las diversas mudanzas o estrofas de rima independiente (gusn) que alternan con los estribillos. Termina el poema con una estrofa que rima con la primera y los estribillos llamada markaz o harchah (salida), conocida en romance como jarcha. Esta estrofita final, inicialmente en árabe clásico, fue adquiriendo los rasgos de la lírica tradicional peninsular y su asunto es el del lamento amoroso femenino. La jarcha está escrita preferentemente en el dialecto árabe andalusí e incluso en un pidgin compuesto por rasgos del árabe hispánico coloquial y de la lengua romance de los cristianos. En ocasiones la lengua de la jarcha en su totalidad —aunque incorpore a menudo algún término del léxico árabe— es alguna variedad de los dialectos romances existentes en los siglos X y XI al que se ha denominado mozárabe. En cuanto a la métrica, admite alguna innovación a la habitual prosodia cuantitativa de la lírica árabe por influjo del acento de intensidad de las lenguas romances. Así, una sílaba tónica breve puede equivaler por licencia métrica a una larga y una larga átona, contar como una breve.

- El zéjel está escrito íntegramente en dialecto hispanoárabe. Consta de un estribillo de un verso y estrofas de una media de tres a cinco versos cortos rimados.

## La lírica árabe en los distintos reinos de Taifas

### Almería
La taifa de Almería contó con el poeta y visir de Al-Mu'tasim (segunda mitad del siglo XI) Ibn al-Haddad, poeta filosófico. Hay que mencionar también a los poetas satíricos Ibn Uht Ganim y As-Sumaysir de Elvira.

### Badajoz
La taifa de Badajoz vivió florecimiento cultural desde el siglo X, aunque tuvo pocos poetas nativos que alcanzaran relevancia. Entre ellos se pueden citar a Ibn Muqana e Ibn Ismaíl al-Saqabani.
El rey Al-Muzáffar de la taifa de Badajoz fue un escritor de una enciclopedia lieteraria llamada Al-Muzaffariya. Fue protector del poeta de estilo modernista Ibn Sarah de Santarém. Su sucesor en el reino pacense Al-Mutawákkil fue protector de dos hermanos poetas epicúreos y melancólicos, los Al-Qabturnuh y del gran elegíaco de la muerte del gran rey Al-Mutawákkil, ejecutado por los almorávides, Ibn Abdun de Évora.

### Denia
La corte taifal de Denia gozó de cierto esplendor literario gracias a la cantidad de gramáticos que reunió, como el excelente lexicógrafo Ibn Sidah, el filólogo coránico Ad-Dana o el visir y destacado prosista Abu Ámir ibn García. Todos ellos cultivaron la poesía, como era habitual en todos los hombres de letras andalusíes. Pero el poeta árabe deniense más destacado fue Ibn al-Labbana (h. 1045-1113), que desarrolló su quehacer poético en alabanza de la corte hudí de la Taifa de Zaragoza y en la Taifa de Mallorca.

### Granada
En la Taifa de Granada se localiza el conocido Semuel Ibn Nagrella, visir de los reyes ziríes, que fue un importante lírico tanto en árabe como en hebreo. Contra él escribió una casida satírica el poeta Abu Ishaq de Elvira, que dio pie a un episodio de persecución hacia los judíos en 1066.

### Sevilla
La Taifa de Sevilla fue la que de un modo más pujante estimuló el cultivo de la poesía, patrocinada y practicada incluso por sus más destacados reyes, como el célebre Al-Mu'tamid. Ejerció como centro de atracción para los mejores poetas hispanoárabes del siglo XI y no tuvo rival en esta disciplina en su tiempo, tanto por la cantidad como por la calidad de su lírica.
En la época inmediatamente posterior a la caída del Califato, la lírica sevillana sigue produciendo nawriyyāt, o panegíricos de adulación a los monarcas. Una antología de esta poesía encomiástica fue recopilada por Abū-l-Walīd Ismā‘īl-ibn ‘Āmir al-Habībi de Sevilla.
Durante el reinado de Abbad II al-Mu'tadid (1042-1069) se establece en su corte el mejor poeta neoclásico de al-Ándalus: Ibn Zaydun de Córdoba. Sus poemas amorosos dirigidos a la princesa y poetisa Walladah suponen una cumbre de la poesía árabe de todos los tiempos, hasta el punto de que algunas de sus poesías engrosaron el texto de Las mil y una noches a causa de la celebridad de su lírica en el ámbito islámico. También escribió Abenzaidún panegíricos aúlicos, autoelogios y sátiras dirigidas a sus rivales.
Otro poeta destacado de la corte sevillana es Abul Walid al-Himyari, quien cultivó una poesía de tipo hedonista y compiló una antología de un grupo de poetas que cantaron a los placeres como él, su Kitab al-badi fi wasf ar-rabi (Libro del estilo maravilloso en la descripción de la primavera).
Al-Mu'tamid, sucesor de Al-Mu'tadid, fue además de protector de la poesía un excelente poeta. Compuso casidas neoclásicas, poesía modernista y moaxajas, destacando los desgarrados poemas que escribió en su exilio en el Magreb tras ser derrocado por los almorávides. Entre sus protegidos figuran el panegirista Ibn al-Ammar (el Abenámar cristiano), Ibn al-Labbana de Denia e Ibn Hamdis de Siracusa, que introdujo en las awsaf el tema arquitectónico.
Este rey sevillano mantuvo una academia poética que exigía unas duras pruebas de ingreso. Una vez que accedían al rango de académico sevillano, entraban en contacto con los mejores poetas del occidente árabe de su tiempo. Más tarde, tras la llegada de los almorávides, muchos se dispersaron —en muchas ocasiones hacia el Levante español— y siguieron difundiendo la mejor poesía andalusí por la península ibérica e incluso llegaron a influir en la lírica árabe de Oriente. En la corte de Sevilla recalaron grandes poetas sicilianos que huían de la invasión normanda, tales como el citado Ibn Hamdis o Abu-l-'Arab. Otros autores sevillanos de menor renombre que los citados de la corte de Al-Mu'tamid son Abd al-Yalil, Ali ibn Hisn o Ibn al-Milh.

### Zaragoza
La Taifa de Saraqusta no se caracterizó por la calidad de sus poetas autóctonos, pero acogió a importantes poetas andalusíes y también orientales en periodos de persecución, conflictos militares o integrismo.
El primer rey independiente de Zaragoza, Mundir I, al elevarse al poder en 1017 se apresuró a atraer a algunos de los literatos más brillantes que huían desde el sur de las guerras civiles derivadas de la crisis del califato, como los visires y poetas Ibn Burd Alakbar y Abu ul-Muguírah ibn Hazm. Ya antes de los disturbios, a finales del siglo X, se había asentado en Saraqusta el célebre poeta Yusuf ibn Harun ar-Ramadi (m. 1022), panegirista de Almanzor, que difundió en esta ciudad las modas líricas cordobesas, dirigiendo elogios poéticos a los tuyibíes. Entre los que llegaron en plenas convulsiones del califato, destacan el poeta y filólogo iraquí afincado en Córdoba Said al-Bagdadi (m. 1026), maestro de Ibn Hayyan e Ibn Hazm, y el poeta Ahmad ibn Muhammad ibn Darray al-Qastalli (958-1030), que llegó a Zaragoza en 1018, de estilo preciosista, cultivador de una poesía manierista inspirada en el gran poeta neoclásico al-Mutanabbi. Ibn Darray (o Darrach, más conforme a la fonética del español) puso su talento panegirista al servicio de Mundir y de su hijo y sucesor, Yahya al-Muzaffar, hasta su marcha a Denia en 1028. Sin embargo, la eminencia de la cultura judía de la taifa de Zaragoza de este periodo corresponde a Selomo ibn Gabirol (h. 1020 - h. 1058), gran poeta y filósofo conocido en el mundo cristiano como Avicebrón, nacido en Málaga pero criado y educado en Zaragoza, donde estudió con Marwan Yonah ben Yanah hasta 1039, gracias al mecenazgo de Yequtiel ben Ishaq, secretario y visir de Mundir II. Escribió sentidas elegías a la muerte de su maestro y marchó a Granada en busca de la protección de Yusuf ibn Nagrella.
Durante la época del dominio hudí la cultura saraqustí llegó a su máximo desarrollo, sobre todo en las disciplinas matemáticas y en el cultivo de la filosofía. Uno de los funcionarios de la corte del poderoso Al-Muqtádir, el muladí Abu Ámir ibn Gundisalb (o Gundisalvo), alcanzó el rango de gran visir y compuso poesía encomiástica y satírica. Otro de sus visires letrados fue el judío convertido al islam Abu l-Fadl Hasday ibn Hasday, que mantuvo su cargo de gran visir con los sucesivos monarcas Al-Mu'taman y Al-Musta'in II. Nacido en Zaragoza hacia 1050 e hijo del poeta Yúsef ibn Hasday, fue un notable escritor y orador en árabe y hebreo, y poseía una extensa formación literaria, filosófica y científica. Katib o secretario de Al-Muqtádir fue Abu ul-Mutárrif ibn ad-Dabbag, que destacó en el género epistolar. Poetas destacados de su corte fueron Abu Abd as-Samad as-Saraqusti e Ibn as-Saffar as-Saraqusti.
En esta época también recalaron en la corte de Zaragoza literatos exiliados de sus taifas por diversas razones, frecuentemente políticas. Uno de los primeros fue Abu Umar Yusuf ibn Yafar al-Bayi, que se hizo célebre por sus elegantes epístolas en prosa rimada redactadas en nombre del rey y dirigidas a importantes personalidades de la época como el rey de Sevilla, Al-Mutádid, o el de Toledo, Al-Mamún. A la muerte del gran rey Al-Muqtádir, Al-Bayi le dirigió una emocionada elegía.
El poeta Ibn al-Haddad cultivó la poesía heroica y panegírica, celebrando las victorias de Al-Muqtádir sobre su hermano Yúsuf al-Muzáffar de Lérida (seguramente la que le costó el trono hacia 1080) y sobre Ibn Rudmir, es decir, Sancho Ramírez, rey de Aragón (a quien tomó varias fortalezas en 1079 y 1080).
Los sucesores de Al-Muqtádir mostraron una igual o incluso mayor vocación de mecenazgo de las letras y las ciencias. Su hijo, Al-Mu'taman, superó a su padre como matemático, redactando incluso un tratado de geometría titulado Kitab al-istikmal, o Libro del perfeccionamiento, en el que intenta mejorar, en ocasiones con éxito, la elegancia de las demostraciones de diversos teoremas. Es de mencionar la breve estancia zaragozana (1082-1084) del famosísimo Abenamar, amigo y poeta áulico de Al-Mutámid de Sevilla, que se enemistó con él y lo mató con sus propias manos el 8 de noviembre de 1084.
El cuarto monarca hudí, Al-Musta'in II contó con el poeta zaragozano más importante del siglo XI, Al-Yazzar as-Saraqusti, conocido por su oficio y apelativo "Yazzar", es decir, "el carnicero". Es uno de los ejemplos de ascenso social de la sociedad andalusí, pues llegó a poeta aúlico y secretario-visir con Al-Mu'tamin y Al-Musta'in II. Escribió panegíricos a estos reyes, pero destaca sobre todo en el género burlesco, como autor de conocidos epigramas. También le debemos una magnífica descripción lírica del Palacio de la Aljafería.
Son notables asimismo sus diez moaxajas, casi todas de tono lírico y tema amoroso, dos de las cuales incluyen jarchas o estrofa final escrita en romance andalusí. Esta lengua, un dialecto románico del latín vulgar, impropiamente bautizado como mozárabe, era hablada por los árabes para comunicarse con los cristianos y acabaron incorporándola a su poesía con las innovaciones de la lírica hispanoárabe del siglo XI.
La ocupación almorávid de Zaragoza no supuso, al contrario que en otras taifas andalusíes, una ruptura profunda de la tradición cultural, pues la relativa autonomía que mantuvieron los gobernadores zaragozanos mantuvo la continuidad con la cultura hispanoárabe anterior a la llegada de los nuevos dominadores berberiscos. De hecho, el segundo gobernador almorávide, Ibn Tifilwit (1115-1117), volvió a rodearse de literatos y científicos y a instalarse en los salones de la Aljafería rodeado de lujo en una corte de poetas y filósofos, donde destacaron Ibn Jafaya de Alcira (m. 1138) y Abu Bakr Muhammad ibn Yahya ibn Saig ibn Bayyá, el gran filósofo y también músico y poeta Avempace, a quien se ha atribuido la invención del zéjel.
Ibn Jafaya es uno de los más importantes poetas del periodo almorávide. Cultivó un estilo manierista con el que recreaba ambientes exquisitos, como en las descripciones de jardines que le valieron el apodo de Al-Yannan ("el jardinero"). Tras la conquista cristiana se retiró a sus fincas levantinas, donde llevó una vida alejada de la política y dedicada a explotar sus huertas y a componer poesía. Su estilo ejerció tal influencia en los poetas andalusíes posteriores que fue el modelo de todos ellos hasta el final del Reino nazarí de Granada.